# Xã Gill, Quận Clay, Kansas
Xã Gill (tiếng Anh: Gill Township) là một xã thuộc quận Clay, tiểu bang Kansas, Hoa Kỳ. Năm 2010, dân số của xã này là 128 người.